# SMS Babenberg
Az SMS Babenberg az Osztrák–Magyar Monarchia egyik Habsburg-osztályú pre-dreadnought csatahajója (Linienschiff) volt. A hajó a régi osztrák uralkodó dinasztiáról, Babenberg-házról kapta nevét.
A hajó építését 1901. január 19-én kezdték a trieszti Stabilimento Tecnico hajógyárban. Vízrebocsátására 1902. október 4-én, befejezésére pedig 1904-ben került sor.
Az első világháború alatt a Babenberg a Császári és Királyi Haditengerészet negyedik csatahajó hadosztályában szolgált, így 1915. május 24-én részt vett az egyik legfontosabb olasz kikötő, Ancona ágyúzásában is. Mivel az Otrantói-szorost az antanthatalmak tartották kezükben, az osztrák–magyar flotta gyakorlatilag be volt zárva az Adriai-tengerre. Mindamellett a hajók jelenléte komoly antant-haderőt kötött le.
A háború után az angolok kapták meg, de ők tovább adták az olaszoknak, akik 1922-ben lebontották.

## Kronológia
- 1901. január 19.: Megkezdték a hajó építését.
- 1902. október 4.: A vízrebocsátás napja. A keresztanya Marianne Goess grófné, Leopold Goess gróf, titkos tanácsos, Trieszt és a Tengermellék helytartójának hitvese volt.
- 1903. szeptember 1.: Végrehajtott első próbaútját és a főgépek kipróbálása alkalmából áthajózott Polába.
- 1904. május 24.: Felszerelték, és először szolgálatba állították. A Hajóraj kötelékében szolgált.
- 1905. február 1.:A Hajórajjal együtt kifutott Polából Levante felé.
  - február 5-16. Pireusz
  - február 18-19. Vólosz
  - február 20. – március 8. Szaloniki
  - március 10-16. Mudrosz-öböl
  - március 17-19. Mütiléné
  - március 20. – április 6. Szmirna
  - április 6-9. Çeşme
  - április 9-10. Návplio
  - április 11-17. Kefaloniá
  - április 18-20. Durrës
  - április 21. Lunga Grossa
  - április 22-én megérkezett Polába. A 3,7 cm-es Vickers lövegeit 4,7 cm/L44-es gyorstüzelő lövegekkel váltották fel.
  - június 14. – szeptember 15. között a Nyári Hajóraj kötelékében szolgált.
- 1906. március 10.: Földközi-tengeri cirkálásra futott ki a Hajórajjal Polából.
  - március 11-14. Teodo
  - március 15-18. Korfu
  - március 21. – április 11. Alexandria. Itt a hadihajók evezősversenyén az egyik csónakja első helyen végzett. Nagytávolsági rádiókapcsolat létrehozásával kísérleteztek.
  - április 12-14. Haifa.
  - április 14-24. Bejrút
  - április 25-28. Rodosz
  - április 29. – május 2. Szírosz
  - május 3-7. Suda-öböl
  - május 9-11. Valona
  - május 11-13. Cattarói-öböl, Teodo, majd megérkezett Pólába. Itt felszerelték a 7 cm/L18-as lövegeket, és kicserélték a 15 cm/L40-es lövegeit. A 15 cm-es lövegeket lövegparancsnoki állással szerelték fel, és nagyjavítást hajtottak végre a gépi berendezésein.
- 1907. március 4.: Kifutott Teodóból és csatlakozott a Hajórajhoz.
  - március 5-8. Zákinthosz
  - március 9-12. Szírosz
  - március 13-16. Lemnosz
  - március 16-18. Mütiléné
  - március 18. - április 2. Szmirna
  - április 3-4. Rodosz
  - április 6-11. Bejrút
  - április 12-18. Jaffa
  - április 21-23. Vólosz
  - április 24-26. Szírosz
  - április 26-27. Milosz
  - április 28-30. Pátra
  - május 2-án befutott Teodóba.
  - december 21-én Polában leszerelték.
- 1908-ban a rádióállomást a hajó közepére helyezték át.
- 1909-ben a Tartalék Hajóraj állományához tartozott.
- 1910. február 23.: Szolgálatba állították a Haditengerészet Parancsnoka számára, egyébként a Tartalék Hajóraj állományában volt.
- 1911. március 28.: Tagja volt a német császár üdvözlésére Póla előtt felsorakozott köteléknek.
- 1915-ben részt vett Ancona lövetésében.
- 1918. január 4.: Kivették a Flotta kötelékéből és a Kikötői Tengernagyi Hivatal alárendeltségébe került. A Tengeralattjáró Parancsnokság használta.
  - március 1-jén kifutott Cattaro felé.
  - április 4-én az Ancona elleni akció rendelkezésére bocsátotta a nagycsónakját.
  - április 5-én a nagycsónakot az olaszok megtalálták Marzocca partjai előtt, és bevontatták Anconába.
  - július 17-én egy légitámadás során bombatalálatot kapott, melynek következtében két fedélzete szakadt át.
- 1920-ban Nagy Britanniának ítélték lebontásra.
- 1922 májusában még Pólában, az Olíva-szigetre vezető híd mellett állt kiszerelt lövegcsövekkel. Később az olasz Vaccaro & Co Acélművek lebontotta.

## Külső hivatkozások
- SMS Babenberg a Naval History honlapján (angolul)